# Sous-secrétariat de la Santé
Le sous-secrétariat de la Santé (en espagnol : Subsecretaría de Sanidad) est un organe dirigeant de l'administration du ministère de la Santé d'Espagne.

## Missions

### Fonctions
Le sous-secrétaire de la Santé exerce la représentation ordinaire du ministère, dont il dirige les services généraux et exerce les compétences correspondant à ces derniers ; dirige, impulse et supervise les organes de direction et, le cas échéant, les organismes publics qui dépendent de lui. Il est également chargé de la coordination des actions du ministère en lien avec les dossiers soumis aux organes collégiaux du gouvernement,.

### Organisation
Le sous-secrétariat s'organise de la manière suivante : 
- Secrétariat général technique (Secretaría General Técnica) ;
- Cabinet technique ;
- Sous-direction générale des Ressources humaines et de l'Inspection des services ;
- Sous-direction générale des Affaires générales, économiques et budgétaires ;
- Sous-direction générale de l'Attention aux citoyens ;
- Service juridique ;
- Délégation du Contrôle général de l'administration.

## Titulaires
| Titulaire                     | Début      | Fin         | Ministre                                    |
| ----------------------------- | ---------- | ----------- | ------------------------------------------- |
| Victorino Anguera Sansó       | 30/07/1977 | 17/10/1978  | Enrique Sánchez de León                     |
| José Javier Viñes Rueda       | 17/10/1978 | 30/04/1979  | Enrique Sánchez de León                     |
| Eloy Ybañez Bueno             | 30/04/1979 | 29/09/1980  | Juan Rovira Tarazona                        |
| Luis Valenciano Clavel        | 30/12/1981 | 08/12/1982  | Manuel Núñez Pérez                          |
| Pedro Sabando                 | 08/12/1982 | 07/02/1985  | Ernest Lluch                                |
| Carlos Hernández Gil          | 07/02/1985 | 31/03/1988  | Ernest Lluch Julián García Vargas           |
| José Luis Fernández Noriega   | 31/03/1988 | 25/06/1991  | Julián García Vargas Julián García Valverde |
| Ángeles Amador                | 25/06/1991 | 21/07/1993  | Julián García Valverde José Antonio Griñán  |
| José Conde Olasagasti         | 31/07/1993 | 28/06/1994  | Ángeles Amador                              |
| José Luis Temes Montes        | 28/06/1994 | 13/04/1996  | Ángeles Amador                              |
| Enrique Castellón Leal        | 11/05/1996 | 13/05/2000  | José Manuel Romay                           |
| Julio Sánchez Fierro          | 13/05/2000 | 23/02/2002  | Celia Villalobos                            |
| Pablo Vázquez Vega            | 20/07/2002 | 20/04/2004  | Ana Pastor                                  |
| Fernando Puig de la Bellacasa | 20/04/2004 | 14/07/2007  | Elena Salgado                               |
| Consuelo Sánchez Naranjo      | 14/07/2007 | 30/10/2010  | Bernat Soria Trinidad Jiménez               |
| Leandro González Gallardo     | 30/10/2010 | 31/12/2011  | Leire Pajín                                 |
| María Jesús Fraile Fabra      | 31/12/2011 | 09/06/2018  | Ana Mato Alfonso Alonso Dolors Montserrat   |
| Justo Herrera Gómez           | 09/06/2018 | 02/10/2018  | Carmen Montón                               |
| Alfredo González Gómez        | 02/10/2018 | 13/04/2019  | María Luisa Carcedo                         |
| Carlos Hernández Claverie     | 13/04/2019 | 18/01/2020  | María Luisa Carcedo                         |
| Alberto Herrera Rodríguez     | 22/01/2020 | 03/02/2021  | Salvador Illa                               |
| Francisco Hernández Spínola   | 03/02/2021 | 29/12/2021  | Carolina Darias                             |
| Dionisia Manteca Marcos       | 29/12/2021 | 04/05/2023  | Carolina Darias José Manuel Miñones         |
| Octavio Rivera Atienza        | 04/05/2023 | 29/11/2023  | José Manuel Miñones                         |
| Ana María Sánchez Hernández   | 29/11/2023 | En fonction | Mónica García                               |